# Jakob V.

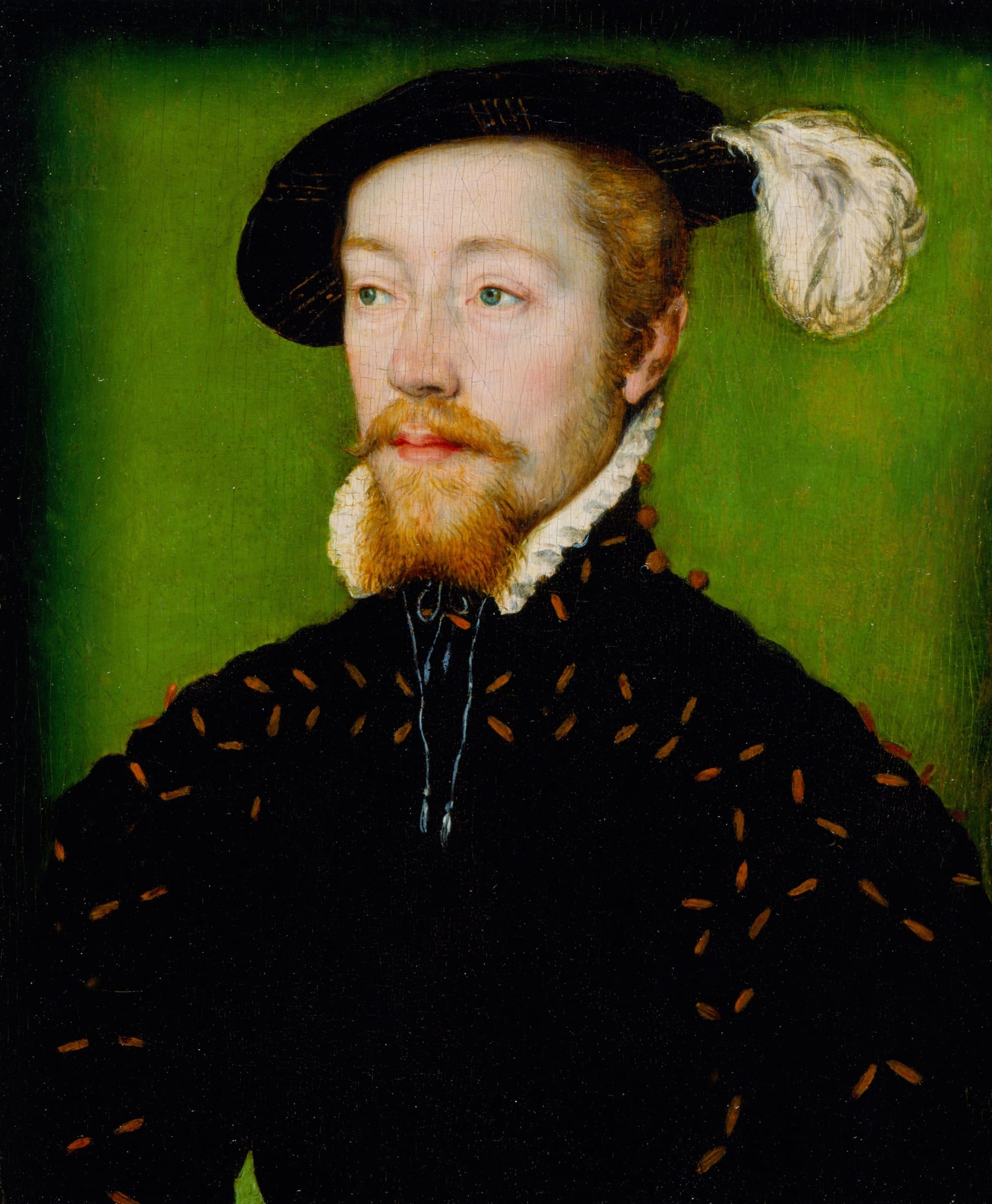
König Jakob V. von Schottland

Jakob V. (engl. James V; * 10. April 1512 im Linlithgow Palace; † 14. Dezember 1542 im Falkland Palace) war von 1513 bis zu seinem Tod König der Schotten (engl. King of Scots). Er wurde als dritter Sohn von Jakob IV. und dessen Ehefrau Margaret Tudor geboren und war der einzige Nachkomme dieser Verbindung, der nicht schon im Kindesalter starb. Seine erste Ehefrau, Madeleine von Frankreich, starb nur wenige Monate nach der Hochzeit. Mit seiner zweiten Gemahlin Marie de Guise hatte er zwei Söhne, die jedoch in frühester Kindheit starben, und eine Tochter, Maria Stuart, die seinen Thron erben sollte. Sein Entschluss, Schottland in das französisch-päpstliche Lager zu bringen, führte zum Krieg gegen seinen Onkel Heinrich VIII., den König von England. Jakob V. starb kurz nach einer vernichtenden Niederlage der Schotten in der Schlacht von Solway Moss.

## Regentschaft
Jakob war erst 17 Monate alt, als er seinem Vater auf den Thron folgte. Die Krönung Jakobs V. fand am 21. September 1513 in Stirling Castle statt. Während seiner Kindheit wurde das Land von Regenten regiert: zunächst von seiner Mutter Margaret Tudor, der Schwester Heinrichs VIII., bis sie im folgenden Jahr Archibald Douglas, 6. Earl of Angus, heiratete, danach von John Stewart, 2. Duke of Albany, der nach Jakob und dessen jüngerem Bruder Alexander an dritter Stelle der Thronfolge stand.
1525 übernahm Archibald Douglas die Regentschaft und hielt seinen Stiefsohn Jakob zur Durchsetzung seiner eigenen Machtansprüche auf Edinburgh Castle praktisch wie einen Gefangenen. Seine Mutter, die mittlerweile von Archibald Douglas geschieden war, verhalf ihm jedoch 1528 zur Flucht und zur Übernahme der Herrschaft.

## Regierungszeit
Jakobs erste Maßnahme als König war die Entmachtung von Archibald Douglas, der daraufhin nach England floh. Er unterdrückte einen Aufstand von Rebellen an der Südgrenze und hatte blutige Auseinandersetzungen mit dem mächtigen Clan MacDonald, der auf den Äußeren Hebriden herrschte. Durch eine rigorose Kontrolle über die königlichen Güter erhöhte er seine Einkünfte. Er gab seinen unehelichen Söhnen lukrative Pfründen, wodurch erhebliche Geldmittel der Kirche in seine eigenen Taschen flossen. Einen großen Teil seines Vermögens verwendete er für Ausbauten an Stirling Castle, Falkland Palace, Linlithgow Palace und Holyrood Palace.
In Jakobs V. Regierungszeit fiel die Abwendung Heinrichs VIII. von der römisch-katholischen Kirche und die Gründung der Church of England. Rom sah in Schottland einen wichtigen Verbündeten gegen die englischen Ketzer, und England suchte Schottland als Verbündeten gegen Rom. Heinrich VIII. bot deshalb dem jungen Jakob V. seine Tochter Mary (später Maria I. „die Katholische“ oder „Bloody Mary“) zur Frau an. Jakob wies diesen und alle weiteren englischen Vorschläge zurück und entschloss sich stattdessen, die Auld Alliance zu erneuern und Schottland in das französisch-päpstliche Lager zu bringen. Neben seiner Suche nach einer reichen Mitgift war das einer der Gründe für seine Ehen mit zwei Französinnen.
Jakob galt als rachsüchtig, habgierig und rücksichtslos. Sein erbarmungsloses Vorgehen gegen unbequeme Untergebene und sein Misstrauen spalteten die Nation. Der König duldete keine Häresie und während seiner Herrschaft wurden zahlreiche prominente Befürworter der Reformation hingerichtet. Der bekannteste war Patrick Hamilton, der 1528 in St Andrews auf dem Scheiterhaufen verbrannt wurde.

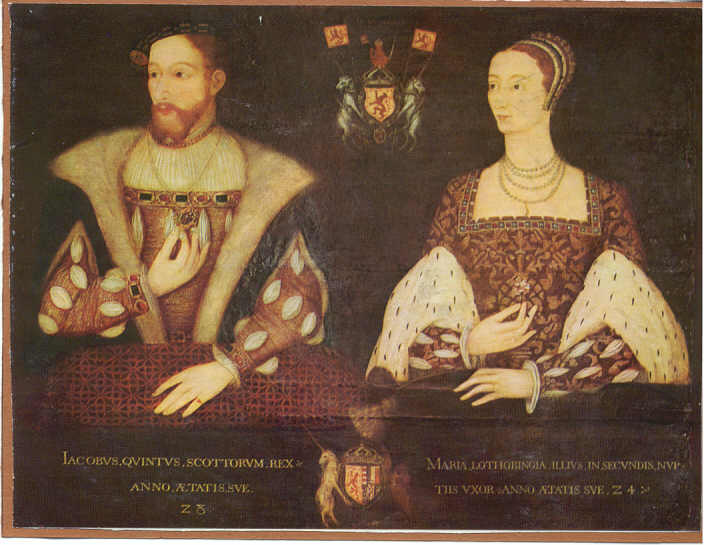
Jakob V. von Schottland und Marie de Guise

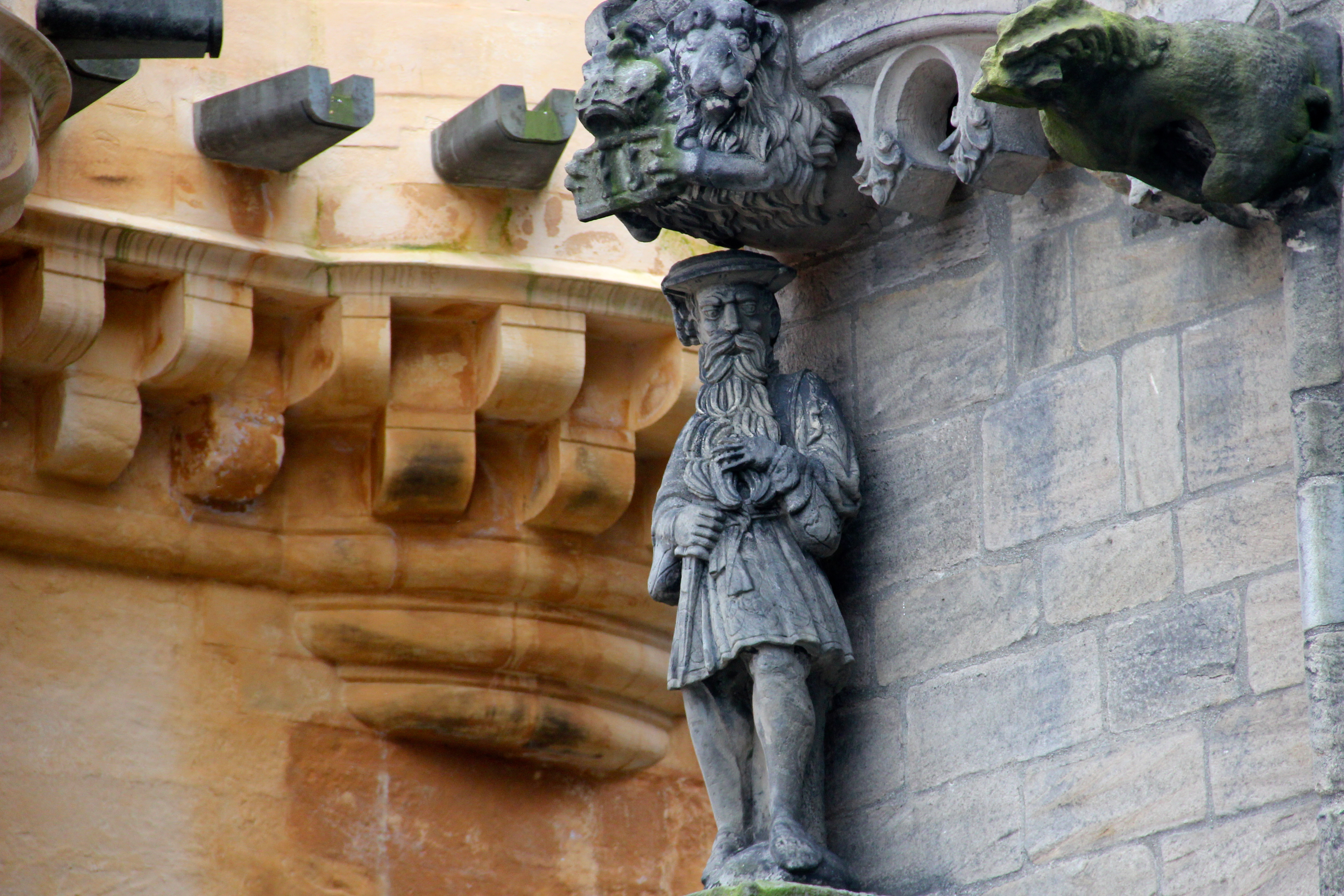
Statue von Jakob V. am königlichen Palast in Stirling Castle

Am 1. Januar 1537 heiratete er in der Kathedrale Notre-Dame de Paris Madeleine von Frankreich, die Tochter des französischen Königs Franz I. Sie starb jedoch kinderlos im Juli desselben Jahres. Bald darauf nahm James in zweiter Ehe Marie de Guise zur Frau. Die Hochzeit fand am 18. Mai 1538 statt, ebenfalls in der Kathedrale Notre-Dame de Paris. Die Familie De Guise repräsentierte eines der mächtigsten und einflussreichsten Fürstenhäuser Frankreichs und sogar Europas. Marie de Guise gebar zwei Söhne, die allerdings beide bereits früh starben.
Geschickt spielte Jakob zunächst aber die gleiche Karte wie sein Onkel Heinrich VIII. gegen den Papst. Ein sehr umfangreiches finanzielles Paket in Form von geistlichen Steuern nahm er dankend an und nutzte es klug, indem er damit 1532 in Edinburgh das College of Justiciary ins Leben rief, statt den eigentlich versprochenen Kreuzzug zu unternehmen.
Nach dem Tod seiner Mutter im Jahr 1541 sah Jakob keinen Grund mehr, den Frieden mit England aufrechtzuerhalten. Der Konflikt endete am 24. November 1542 mit der Schlacht von Solway Moss. Ohne französische Unterstützung, und in Anbetracht der Größe der englischen Streitkräfte, war es ein ganz und gar aberwitziger Feldzug, bei dem das schottische Heer vernichtend geschlagen wurde. Wenige Tage nach dieser Schlacht lag Jakob im Falkland Palace, herzkrank, voller Gram über die Niederlage und von Fieber geschüttelt. Da erhielt er die Nachricht, dass die Königin nicht den erhofften männlichen Thronfolger, sondern ein Mädchen geboren hatte. Er war so enttäuscht darüber und erregte sich derart, dass er kurz darauf, am 14. Dezember 1542 starb. Er wurde in der Holyrood Abbey in Edinburgh beigesetzt.
Auf dem Sterbebett soll er gesagt haben: „Mit einer Frau sind die Stuarts aufgestiegen und mit einer Frau werden sie untergehen.“ Dies war eine Anspielung auf die Stuart-Dynastie, die von Marjorie Bruce, der Tochter von Robert I. begründet worden war. Sein einziges legitimes Kind, die gerade einmal sechs Tage alte Maria Stuart, wurde seine Nachfolgerin. Das Haus Stuart blieb dennoch bestehen, da sie später Lord Darnley, einen entfernten Verwandten, heiratete. Vermutlich dachte Jakob, Maria werde entweder kinderlos bleiben und die Stuarts dadurch mit ihr aussterben, oder sie würde einen ausländischen Thronfolger heiraten, der Schottland seinem eigenen Land einverleiben würde.

## Familie
In erster Ehe heiratete er Madeleine von Frankreich, die jedoch kinderlos starb. In zweiter Ehe vermählte er sich dann mit Marie de Guise, mit der er zwei Söhne und eine Tochter hatte:
- James (* 22. Mai 1540; † April 1541), Duke of Rothesay
- Arthur (*/† April 1541), Duke of Rothesay
- Maria (* 8. Dezember 1542; † 8. Februar 1587), Königin von Schottland und Frankreich

Zudem war er Vater mehrerer außerehelich geborener Kinder:
- Robert († 1581), Prior von Whithorn
- Margaret

aus der Verbindung mit Elizabeth (um 1520–1564), Tochter des John Stewart, 3. Earl of Lennox
- Adam († 1600), Prior von Charterhouse, ⚭ Janet Ruthven

aus der Verbindung mit Christine Barclay
- James († 1581)

aus der Verbindung mit Elizabeth, Tochter des John Bethune, 2. Laird of Creich
- Jean († 1587/1588), ⚭ 1553 bis 1573 Archibald Campbell, 5. Earl of Argyll

aus der Verbindung mit Elizabeth Shaw
- James (* 1529; † 1558), Abt von Kelso und Melrose

aus der Verbindung mit Margaret Erskine, Tochter des John Erskine, 5. Lord Erskine
- James (* 1531; † 23. Januar 1570), 1. Earl of Moray 1562, Regent während der Herrschaft von Maria Stuart und Jakob VI.

aus der Verbindung mit Elizabeth, Tochter des Sir John Carmichael
- John (* 1531; † 1563), Prior von Coldinghame, 1. Lord Darnley 1562

aus der Verbindung mit Euphemia, Tochter des Alexander Elphinstone, 1. Lord Elphinstone
- Robert (* 1533; † 1591), 1. Earl of Orkney 1581